# Lauren Etame Mayer
Lauren Bisan-Etame Mayer (* 19. Januar 1977 in Kribi), genannt Lauren, ist ein ehemaliger kamerunischer Fußballspieler.

## Karriere
Der Mann aus Kamerun begann seine Karriere bei Utrera FC. 1996 kam er in die erste Mannschaft vom FC Sevilla in Spanien. 1997 wechselte er zu UD Levante, wo er bis 1998 blieb. Die folgenden zwei Jahre spielte er beim RCD Mallorca, bevor er 2000 zum FC Arsenal wechselte und sechseinhalb Jahre lang blieb.
Nach einer im Januar 2006 erlittenen Verletzung verlor er seinen Stammplatz als Rechter Verteidiger an den jüngeren Emmanuel Eboué und wechselte schließlich im Januar 2007 zum FC Portsmouth, wo er fortan im rechten Mittelfeld spielte.
Lauren bestritt 25 Länderspiele für die kamerunische Fußballnationalmannschaft. Er nahm an den Fußball-Weltmeisterschaften 1998 und 2002 teil.

## Erfolge
- Englischer Meister: 2002, 2004
- Englischer Pokalsieger: 2002, 2003, 2005
- Fußball-Afrikameisterschaft: 2000, 2002
- Teilnahme an der Fußball-Weltmeisterschaft 1998 (1 Einsatz)
- Teilnahme an der Fußball-Weltmeisterschaft 2002 (3 Einsätze)

| Personendaten    | Personendaten                |
| ---------------- | ---------------------------- |
| NAME             | Etame Mayer, Lauren          |
| ALTERNATIVNAMEN  | Etame Mayer, Lauren Bisan    |
| KURZBESCHREIBUNG | kamerunischer Fußballspieler |
| GEBURTSDATUM     | 19. Januar 1977              |
| GEBURTSORT       | Kribi                        |